# Mellicta veletaensis
Mellicta veletaensis är en fjärilsart som beskrevs av Ribbe 1910. Mellicta veletaensis ingår i släktet Mellicta och familjen praktfjärilar. Inga underarter finns listade i Catalogue of Life.